# Concordancia gramatical
La concordancia es un recurso de las lenguas para marcar las relaciones gramaticales entre los diversos constituyentes mediante referencias cruzadas. Se lleva a cabo requiriendo que la palabra que ocupa una determinada posición sintáctica tome una u otra forma según algún rasgo determinado por otra palabra con la que concuerda en ese rasgo o accidente gramatical. Afecta principalmente a las lenguas flexivas.
En muchas lenguas indoeuropeas con flexión la concordancia afecta por ejemplo a alguno de estos rasgos: género gramatical, número gramatical, caso gramatical o persona gramatical. También dentro de las lenguas europeas se distinguen al menos dos tipos de concordancia: la nominal y la verbal. En las lenguas romances, en griego y en lenguas eslavas existe la concordancia de polaridad, por la cual en una oración negativa los indefinidos que aparezcan deben tener forma negativa.
En el enfoque de la gramática generativa la concordancia gramatical ya sea dentro de un sintagma nominal (o sintagma determinante), la concordancia sujeto-verbo o la concordancia de polaridad, requieren que un elemento (el que obliga la concordancia) esté en una relación de rección propia respecto a los otros elementos concordantes.

## Concordancia gramatical en español

### Concordancia nominal
Es aquella que se produce al coincidir el género y número del sustantivo con el de los adjetivos y determinantes que aparecen con él.
- entre el sustantivo y el artículo o los adjetivos que lo acompañan: la blanca paloma; esos libros viejos
- entre el pronombre y su antecedente o su consecuente: A tus hijas las vi ayer; Les di tu teléfono a los chicos
- entre el sujeto y el atributo, el complemento predicativo o el participio del verbo de la pasiva perifrástica: Mi hijo es un santo; Ella se encontraba cansada; Esas casas fueron construidas a principios del siglo*

### Concordancia verbal
La concordancia verbal es la coincidencia de número gramatical y generalmente de persona gramatical que se da entre el verbo y su sujeto de la misma: Ellos cantan muy bien.
En español dicha concordancia es obligatoria, salvo en el caso de oraciones impersonales y en el caso del llamado sujeto inclusivo: Los españoles somos así, Los mexicanos somos guadalupanos.

### Otras concordancias
El español, como la mayoría de lenguas románicas, presenta la concordancia de polaridad, que afecta a los pronombres indefinidos en presencia de un sintagma de negación ocupado por una partícula de polaridad negativa.

### Reglas generales
1. La coordinación de dos o más sustantivos o pronombres en singular, siempre que cada uno de ellos se refiera a un ente distinto, forma un grupo que concuerda en plural con el adjetivo o el pronombre, o con el verbo del que son sujeto: «Rehogar la cebolla y la zanahoria picadas durante quince minutos»; «El oxígeno, el hidrógeno y el carbono los proporciona el medio»; «La sal y el agua son gratis».
2. La coordinación de dos o más sustantivos o pronombres de diferente género gramatical forma un grupo que concuerda en masculino con el adjetivo o con el pronombre: «Se fríen las rajitas junto con la cebolla y el ajo picados»; «Ahora la casa y el jardín son otros».
3. Si entre dos o más elementos coordinados figura un pronombre de segunda persona (y ninguno de primera), la concordancia con el verbo y con los demás pronombres se establece en segunda persona del plural o, en las zonas del mundo hispánico donde no se usa el pronombre vosotros, sino ustedes, en tercera persona del plural: «La niña y tú cobraréis lo que es vuestro»; «Murphy y tú son unos testigos peligrosísimos»; si hay un pronombre de primera persona, la concordancia se establece en primera persona del plural: «¿Te acuerdas de aquel día en que bailamos Chema, tú y yo?».

Existen numerosas excepciones a estas reglas, respecto a las cuales profundiza el Diccionario panhispánico de dudas de la Real Academia Española.

## Concordancia en otras lenguas
El español, al igual que otras lenguas románicas, presenta un buen número de concordancias tanto nominales, como verbales y en los determinantes. El inglés por el contrario presenta concordancias verbales y en los determinantes. Mientras que en lenguas semíticas como el árabe, que presenta concordancias nominales, verbales y en los determinantes tiene más concordancias que el español, así por ejemplo el sujeto y el verbo pueden concordar también en género (algo que no sucede en español). En latín y otras lenguas flexivas dentro de un sintagma nominal el núcleo concuerda con los complementos no solo en género y número sino también en caso.
En lenguas donde los papeles temáticos se marcan por afijación en el verbo existe concordancia de género tanto para el agente como para el objeto de la predicación verbal.

## Concordancia de polaridad
La concordancia de polaridad, llamada a veces "doble negación" y "negación permeable", es un requerimiento de muchas lenguas cuando el sintagma de negación está ocupado por un elemento negativo. En español, por ejemplo, tenemos:
(1a) No pude hablar con nadie
(1b) *No pude hablar con alguien
En (1a) puesto que el sintagma de negación contiene el elemento negativo no se requiere que de la pareja de indefinidos nadie/alguien aparezca el primero (1a) que tiene polaridad negativa, si aparece el segundo como (1b) resulta una oración agramatical. El mismo fenómeno se aprecia cuando aparece más de un indefinido:
(2) Nunca nadie me dijo nada de todo eso.
En oraciones como (2) se aprecia que el término "doble negación" es impreciso. Al igual que con la concordancia elemental, la concordancia de polaridad requiere una relación de rección entre el elemento que obliga a la concordancia y los elementos concordantes. Más concretamente, el elemento negativo rija a los indefinidos. Que el elemento negativo que dispara la concordancia ocupa la posición de especificador se puede ver porque en dicha posición no pueden aparecer dos elementos simultáneamente:
(3a) No lo había visto nunca.
(3b) Nunca lo había visto
(3c) *No nunca lo había visto / Nunca no lo había visto
En (3b) el indefinido nunca "pasa" de la posición de adverbio (adjunto sintáctico del sintagma verbal) a la posición de especificador del sintagma de negación (SNeg) mediante un movimiento sintáctico. Estando ocupada la posición de especificador del SNeg ningún otro elemento puede ocuparla, por eso ninguna de las alternativas de (3c) es correcta porque en ellas el especificador estaría doblemente ocupado, cosa impedida por la gramática del español. 
El mismo fenómeno aparece con variaciones en otras lenguas romances. También en griego clásico (4) y en ruso se tiene concordancia de polaridad negativa:
(4) Μηδέποτε επι μηδένος είπης ότι «Aπώλεσα αυτό» (Epicteto)
'Nunca digas respecto a nada: «Lo he perdido»'
(5) nikto nigdié nikogdá ètogo máncnie skazál'
Esto contrasta fuertemente con las lenguas germánicas como el inglés o el alemán donde solo puede aparecer un negativo dentro de la misma oración (quedan excluidas las oraciones subordinadas). En inglés se tiene:
(6a) Nobody ever said so
(6b) *Nobody never said so
En (6a) el primer elemento nobody ya tiene polaridad negativa, por lo que no puede aparecer un segundo elemento con polaridad negativa o palabra-n (como never) sin que la frase resulte agramatical. Lo que sí sucede en inglés es la ocurrencia de formas especiales de los indefinidos:
(7) Never did anybody say so.
Una restricción similar opera en alemán:
(8a) Ich habe es nirgendwo gefunden.
'No lo he encontrado en ninguna parte'
(8b) Ich habe es nicht gefunden.
'No lo he encontrado'
(8c) *Ich habe es nirgendwo nicht gefunden.
'No lo he encontrado en ninguna parte'
Tanto (8a) como (8b) son correctas porque solo aparece un elemento de polaridad negativa, sin embargo, en (8c) aparecen dos elementos negativos, como en esta lengua no existe concordancia en (8c) los dos elementos se disputan la misma posición, y como esa posición no puede estar doblemente ocupada resulta una oración agramatical.